# Halling (Royaume-Uni)
Pour les articles homonymes, voir Halling.
Halling est un village et une paroisse civile du Kent, en Angleterre. Il est situé dans le nord du comté, dans les North Downs, sur les berges de la Medway. Administrativement, il relève de l'autorité unitaire de Medway. Au recensement de 2011, il comptait 2 821 habitants.

## Étymologie
Halling est formé à partir du nom de personne reconstruit *Heall et du suffixe -ing (-ingas en vieil anglais). Il désigne la famille ou les suivants de cette personne, et par extension l'endroit où ils se sont installés. Il est attesté sous la forme Hallingas au VIIIe siècle, devenue Hallinges dans le Domesday Book, en 1086.